# Exostema polyphyllum
Exostema polyphyllum är en måreväxtart som beskrevs av Ignatz Urban och Erik Leonard Ekman. Exostema polyphyllum ingår i släktet Exostema och familjen måreväxter.
Artens utbredningsområde är Haiti. Inga underarter finns listade i Catalogue of Life.